# Ludwig Peetz
Ludwig Peetz (* 6. Juli 1893 in Bruchmühlbach; † 26. August 1972) war ein deutscher Richter.

## Biographie
Peetz studierte Rechtswissenschaft und wurde zum Dr. iur. promoviert. Seit dem Studium war er Mitglied der Studentenverbindung AMV Würzburg. Er begann seinen Justizdienst 1922 und amtierte ab 1926 als Richter an verschiedenen Orten im Rheinland und in der Pfalz. Er war zunächst Amtsrichter in Ludwigshafen, Landau in der Pfalz, Frankenthal und Zweibrücken. Während des sog. „dritten Reichs“ war er von 1934 bis 1945 Richter am Oberlandesgericht Zweibrücken. Nach seiner Einberufung zur Wehrmacht war er 1940–1944 (Deutsche Besetzung Frankreichs im Zweiten Weltkrieg) für die Wehrmachtsjustiz tätig: Beim Stab des Militärbefehlshabers in Frankreich diente er als Kriegsgerichtsrat, später als Oberkriegsgerichtsrat der Reserve. Im Dezember 1945 wurde sein Einfamilienhaus in Zweibrücken von der französischen Besatzungsmacht requiriert. Wie Edith Raim schreibt, konnte Familie Peetz „lediglich in einer dunklen und kalten Parterrewohnung in dem staatseigenen Wohngebäude des Zentralgefängnisses in Zweibrücken“ unterkommen. Fünf Jahre nach Kriegsende war Peetz noch nicht wieder in den Besitz seines Hauses gekommen. In der französischen Besatzungszone hofften die höheren Justizangehörigen, ihre requirierten Wohnungen zurückzuerhalten, nicht zuletzt deswegen, weil sie eine Schädigung ihres in den vorangehenden Jahren erworbenen Prestiges befürchteten.
Ab 1946 übernahm Peetz Tätigkeiten als Staatsanwalt in Zweibrücken und Landau sowie als Richter am Oberlandesgericht Neustadt. Vom 19. Dezember 1950 bis zu seinem Eintritt in den Ruhestand am 31. Juli 1961 war er Bundesrichter am 1. Strafsenat des Bundesgerichtshofes in Karlsruhe, was den Höhepunkt seiner beruflichen Karriere darstellte. Im Jahre 1956 amtierte er als Bundesanwalt in einem Fall wegen Beihilfe an der SS-Sondergerichtsbarkeit und damit zum Mord. Angeklagt waren Otto Thorbeck und Walter Huppenkothen, wobei der ein Jahr zuvor in Augsburg verurteilte Thorbeck in Karlsruhe freigesprochen wurde. Verfahrensgegenstand war die „Mitwirkung an standgerichtlichen Todesurteilen gegen den Reichsgerichtsrat Hans von Dohnanyi im KZ Sachsenhausen und gegen General Oster, Admiral Canaris, Generalstabsrichter Sack, Hauptmann Gehre und Pastor Bonhoeffer im KZ Flossenbürg“.

## Publikationen
- Die juristische Natur des sogenannten amerikanischen Duells. o. J.